# نظرية بي سي أس

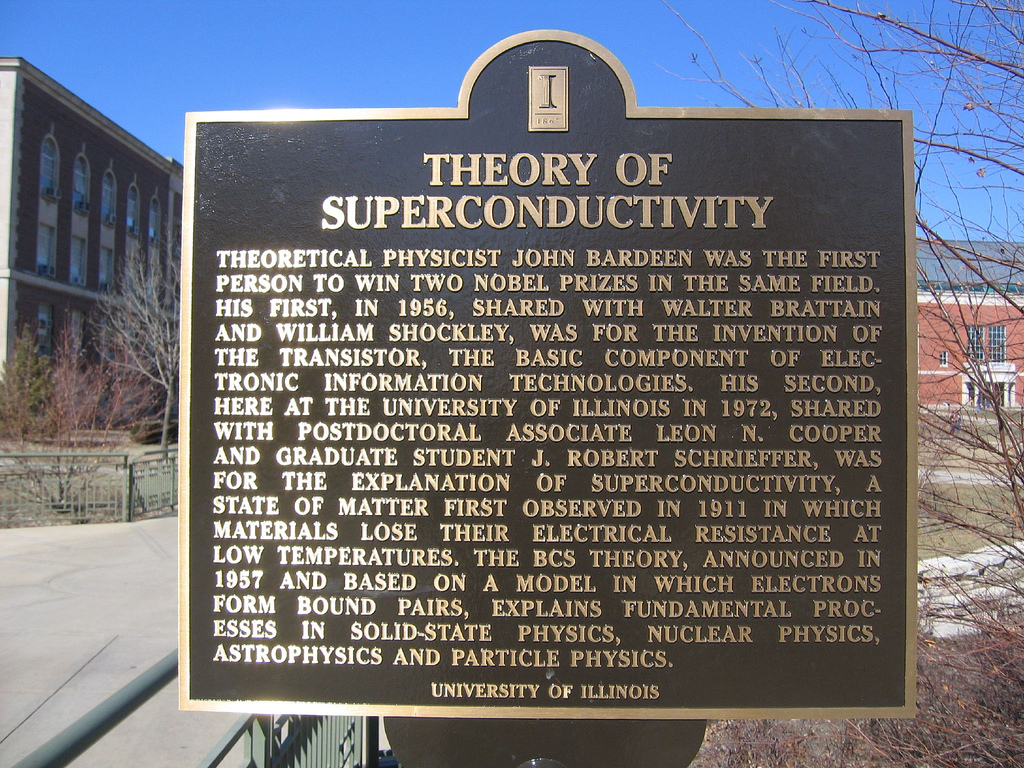

نظرية بي سي أس أو نظرية باردين-كوبر-شريفر (التي سميت على اسم جون باردين وليون كوبر وجون روبرت شريفر) هي أول نظرية مجهرية للموصلية الفائقة منذ اكتشاف هايك كامرلينغ أونس عام 1911. تصف النظرية الموصلية الفائقة بأنها تأثير مجهري ناتج عن تكثيف أزواج كوبر. تُستخدم النظرية أيضًا في الفيزياء النووية لوصف تفاعل الاقتران بين النيوكليونات في نواة الذرة.
تم اقتراحه من قبل باردين وكوبر وشريفر في عام 1957؛ حصلوا على جائزة نوبل في الفيزياء لهذه النظرية في عام 1972.